# لامبورگینی اوروس
لامبورگینی اوروس (به انگلیسی: Lamborghini Urus) خودروی شاسی‌بلند ساخته‌شده توسط شرکت خودروسازی ایتالیایی لامبورگینی است. این خودرو در ۴ دسامبر ۲۰۱۷ معرفی شد و در سال ۲۰۱۸ به بازار عرضه شده‌است. نام اوروس از نیاگاو که اجداد گاوهای اهلی فعلی بوده گرفته شده‌است. اوروس با حداکثر سرعت بالای ۳۰۵ کیلومتر بر ساعت و شتاب صفر تا صد ۳٫۶ و صفر تا دویست ۱۲٫۸ ثانیه‌ای، سریع‌ترین خودروی شاسی‌بلند جهان به‌شمار می‌رود.

## تولید

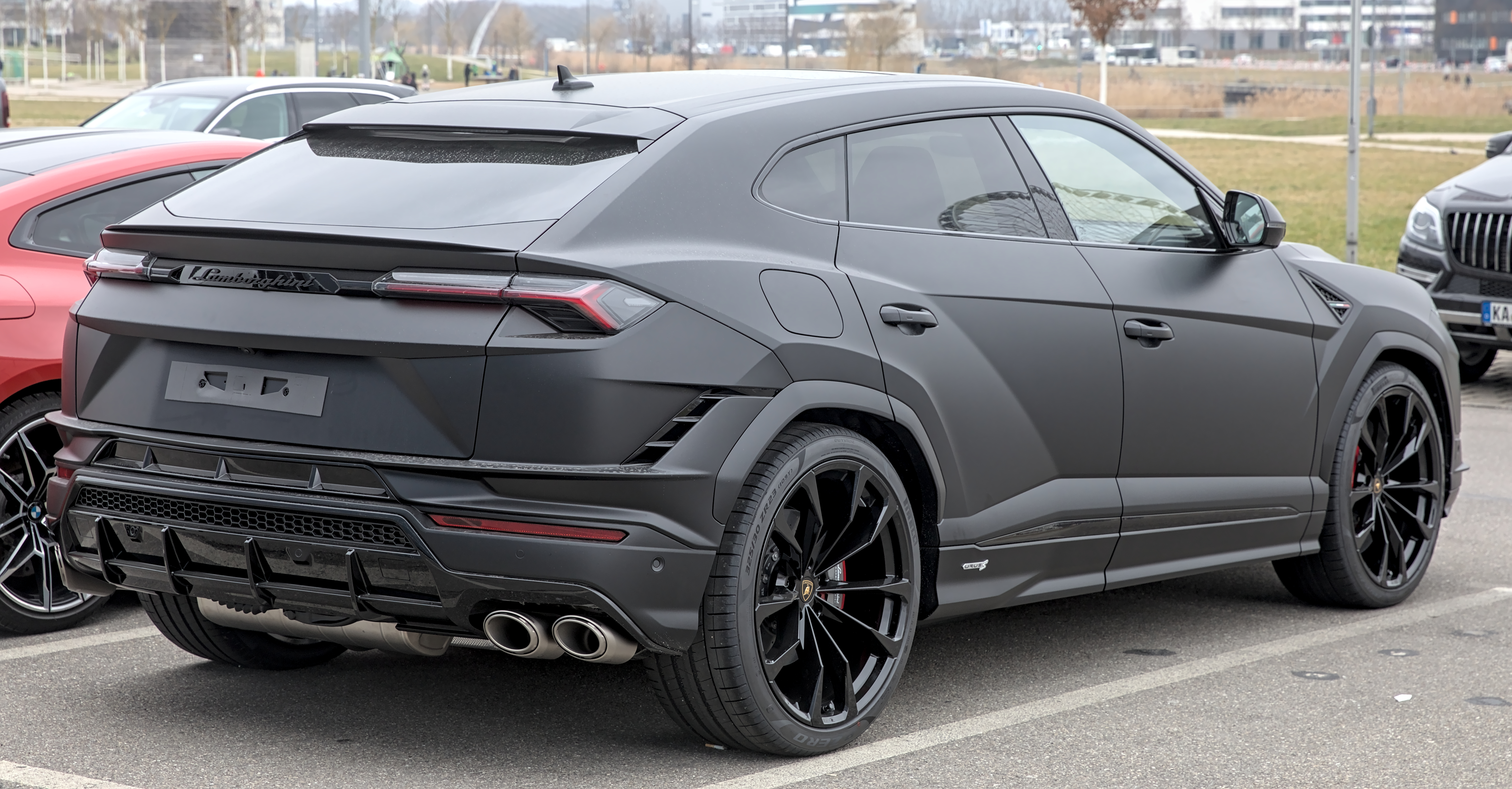
لامبورگینی اوروس

در تاریخ ۴ دسامبر ۲۰۱۷، در ساختمان مرکز لامبورگینی واقع در سانتاگاتا بولونیزه از خودروی اوروس به عنوان اولین خودروی شاسی بلند لامبورگینی پس از مدل ال‌ام۰۰۲ رونمایی شد. تولید این خودرو در فوریهٔ ۲۰۱۸ آغاز شد و شرکت لامبورگینی برای ساخت ۱٬۰۰۰ دستگاه در سال اول تولید و ۳٬۵۰۰ دستگاه در سال ۲۰۱۹ اعلام آمادگی کرد. لامبورگینی برای تولید مدل اوروس، کارخانهٔ خود در سانتاگاتا بولونیزهٔ ایتالیا را گسترش داد.

## پیشینهٔ نام‌گذاری
شرکت لامبورگینی پیش از معرفی مدل استوک در نمایشگاه خودروی پاریس ۲۰۰۸، نام «اوروس» را برای خود به ثبت رساند. وبلاگ‌های خبری خودرو از جمله اتوبلاگ و ژالوپنیک در آن زمان تصور می‌کردند که این نام قرار است روی خودرویی گذاشته شود که بعداً با نام استوک معرفی شد.

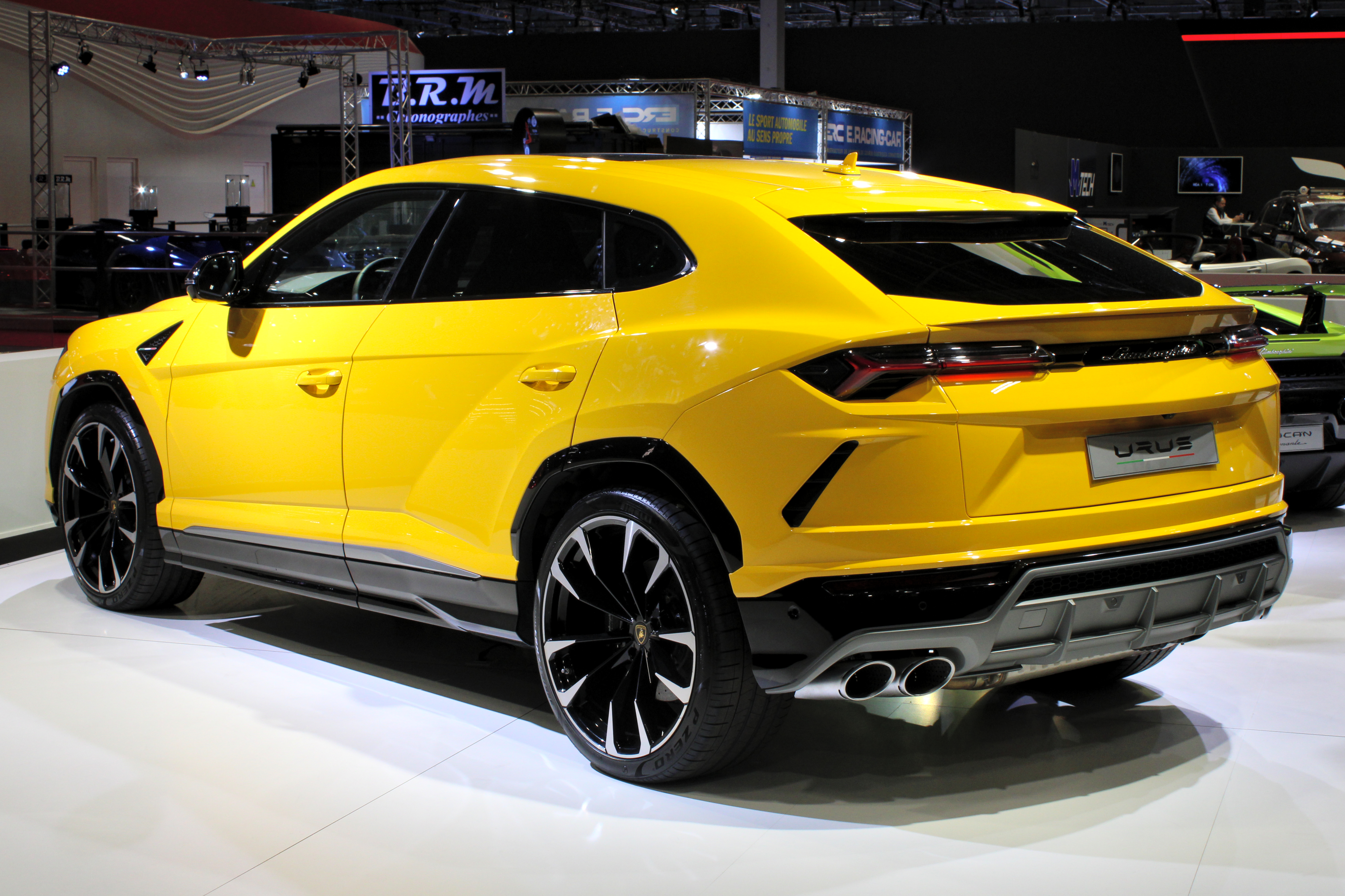
نمای پشتی لامبورگینی اوروس